# Menesia gleneoides
Menesia gleneoides är en skalbaggsart som beskrevs av Stefan von Breuning 1965. Menesia gleneoides ingår i släktet Menesia och familjen långhorningar.
Artens utbredningsområde är Laos. Inga underarter finns listade i Catalogue of Life.